# 남주의 첫날밤을 가져버렸다
《남주의 첫날밤을 가져버렸다》는 2025년 6월 11일부터 2025년 7월 17일까지 방영된 KBS 2TV 수목 드라마다.

## 기획의도
평범한 여대생의 영혼이 깃든 로맨스 소설 속 병풍 단역이 소설 최강 집착남주와 하룻밤을 보내며 펼쳐지는 ‘노브레이크’ 경로 이탈 로맨스 판타지

## 제작진

### 제작사
- 스튜디오N
- 몬스터유니온

### 극본
- 전선영

### 연출
- 이웅희 : 드라마 스페셜 - 〈그녀들〉을 연출, 〈어쩌다 마주친, 그대〉를 공동 연출.
- 강수연

## 등장 인물

### 주요 인물
- 서현 : 차선책 역 - "눈 떠 보니 소설 속이라는 말은 책에서나 나오는 문구인 줄 알았다"

소설에선 딱 한 줄 등장했던 단역 중의 단역
- 옥택연 : 경성군 이번 역 - "첫날밤을 가졌다면 서로를 책임지는 건 당연한 인지상정."

임금이 가장 총애하는 조카이자 이 세계의 남자 주인공
- 권한솔 : 조은애 역 (아역: 윤채나) - "원래라는 건 없어요, 오직 지금만이 존재할 뿐."

조실부모, 우여곡절, 기사회생, 시절인연. 모든 설정 값이 주인공 그 자체였던 소설 속 여자 주인공.
- 서범준 : 정수겸 역 - "낭자께도 낭만을 알려드리고 싶습니다."

홍문관 최연소 교리, 학식 높은 명문가 자제이자 반듯하고 다정한 서브남주의 정석. 경성군 이번의 유일한 벗.
- 지혜원 : 도화선 역 - "이 치욕은 반드시 갚아주죠."

이름처럼 모든 갈등과 사건에 불씨를 지피는 악녀!
- 이태선 : 성현군 이규 역 - "이제 모든 것이 제자리로 돌아갈 때가 왔소."

임금의 또 다른 조카이자 이번과는 사촌지간
- 서현 : K 역 - "내일 눈 뜨면… 다른 세상이면 좋겠어."

졸업앨범을 뒤적이다 보면, '아, 이런 애도 우리 반에 있었구나' 싶은, 어떤 앤지 물어보면 십중팔구 '뭐 그냥… 평범해~' 라는 대답이 돌아올 법한, 그런 무색무취의 아이콘.

### 차선책의 사람들
- 서현철 : 차호열 역 - 차선책의 아버지

나라를 위해서라면 임금 앞에서도 직언을 서슴지 않는 강직한 신하, 덕정의 남편.
- 윤유선 : 윤덕정 역 - 차선책의 어머니

품위 있고 단정하지만, 위기 앞에선 강인함을 잃지 않는 차씨 집안의 안주인. 호열의 아내.
- 이상운 : 차장호 역 - 차선책의 첫째 오라비, 호열과 덕정의 첫째 아들. 두호와 세호의 형.
- 김신비 : 차두호 역 - 차선책의 둘째 오라비, 의학에 심취한 차씨 집안의 차남. 세호의 형. 장호의 남동생. 호열과 덕정의 둘째 아들.
- 윤정훈 : 차세호 역 - 차씨 집안의 삼남, 차선책의 셋째 오라비. 장호와 두호의 남동생. 호열과 덕정의 셋째 아들.
- 오세은 : 방울이 역 - 선책과 일거수일투족을 함께하는 비서력 만렙의 몸종

### 이번의 사람들
- 송영재 : 행랑아범 역 - 오랜 세월 경성군 이번을 모신 충직한 하인
- 윤태하 : 마윤 역 - 경성군 이번에게 충성을 맹세한 심복

### 그 외 인물들
- 주석태 : 설종 역 - 소설 속 임금
- 남기애 : 대비 역 - 선왕의 정실부인
- 정희태 : 도배명 역 - 대비와는 인척 관계, 화선의 아버지.
- 정호빈 : 정문석 역 - 대대로 도승지를 역임해 온 명문가의 자부심이 강하다, 보수적이고 통제적인 성향이라, 자유분방한 아들 수겸이 항상 못마땅하다. 수겸의 아버지.
- 김영웅 : 조병무 역 - 자신의 목숨을 구한 갈 곳 없는 은애를 거두어 수양딸로 삼은 거상, 은애의 양아버지.
- 박정언 : 대비 지밀상궁 역
- 이주원 : 꼬마 역 - 선책과 이번의 극적인 순간마다 나타나는 신출귀몰한 어린이
- 김아영 : 설기 역 - 선책이 종종 다니는 점집의 무당 (특별출연)
- 미상 : 의원 역
- 미상 : 양인 역

## 참고사항
- 현재로썬 이 드라마가 2024년 이후 부활된 수목드라마의 마지막 작품이 될 수도 있다. 2025년 8월 이후 KBS 토일 드라마가 편성될 예정인데다가, 개소리와 수상한 그녀를 빼면 성적이 부진한 터라 존폐 여부를 논해야 되는 상황이기 때문이다. 거기다가 방영 전 병산서원 훼손 사건 때문에 평판이 떨어진 터라, 이 드라마가 악조건을 딛고 일어설 수 있을지가 관건이다.
- 2PM의 준호와 소녀시대 윤아가 나온 드라마 〈킹더랜드〉 이후로 같은 그룹의 다른 멤버인 택연과 서현이 주인공으로 나온 드라마다.
- 이 작품 이후로 KBS는 수목 드라마를 편성하는 대신, 이전 〈고려 거란 전쟁〉 방영 때 잠시 편성된 바 있는 토일 드라마를 정규 편성하기로 했다.[1]
- 윤유선과 김신비는 2024년에 방송된 SBS 금토드라마 <재벌X형사> 이후로 1년만에 재회하는 작품이다.
- 서현이 촬영 중 부상을 당해, 이후 12월 31일 오후 서울 여의도 KBS홀에서 있었던 2024년 KBS 연기대상 녹화 방송에 진행자로 참여하면서 지팡이를 짚고 나타난 모습이 언론에 보도되기도 했다.[2]
- 서범준과 지혜원은 드라마 〈하이라키〉 이후로 재회한다.

## 시청률
최저 시청률과 최고 시청률은 시청률 조사회사와 지역별로 시청률에 차이가 있을 수 있습니다.
| 2025년 | 2025년   | 2025년         | 2025년       | 2025년 |
| 회차   | 방송일   | AGB 시청률     | AGB 시청률   |        |
| 회차   | 방송일   | 대한민국(전국) | 서울(수도권) |        |
| ------ | -------- | -------------- | ------------ | ------ |
| 제1회  | 6월 11일 | 3.3%           | 2.7%         |        |
| 제2회  | 6월 12일 | 3.4%           | 2.7%         |        |
| 제3회  | 6월 18일 | 2.7%           | 2.5%         |        |
| 제4회  | 6월 19일 | 3.3%           | 3.1%         |        |
| 제5회  | 6월 25일 | 2.6%           | -            |        |
| 제6회  | 6월 26일 | 3.3%           | 3.4%         |        |
| 제7회  | 7월 2일  | 2.7%           | 2.5%         |        |
| 제8회  | 7월 3일  | 2.7%           | -            |        |
| 제9회  | 7월 9일  | 2.8%           | 2.5%         |        |
| 제10회 | 7월 10일 | 2.7%           | 2.6%         |        |
| 제11회 | 7월 16일 | 2.6%           | -            |        |
| 제12회 | 7월 17일 | 3.2%           | 2.8%         |        |